# رامون هيريديا
رامون هيريديا (بالإسبانية: Ramón Heredia)‏ هو لاعب كرة قدم ومدرب كرة قدم أرجنتيني، ولد في 26 فبراير 1951 في قرطبة في الأرجنتين. شارك مع منتخب الأرجنتين لكرة القدم. أما مع النوادي، فقد لعب مع أتلتيكو مدريد وباريس سان جيرمان ونادي سان لورينزو.

## وصلات خارجية
- رامون هيريديا على موقع الاتحاد الدولي (مؤرشف)  (الإنجليزية)
- رامون هيريديا على موقع الاتحاد الأوربي (الإنجليزية)
- رامون هيريديا على موقع قاعدة بيانات كرة القدم.إي يو (الإنجليزية)
- رامون هيريديا على موقع ليكيب (الفرنسية)
- رامون هيريديا على موقع ناشيونال فوتبول تيمز (الإنجليزية)
- رامون هيريديا على موقع Soccerway.com (الإنجليزية)
- رامون هيريديا على موقع عالم كرة القدم.نت (الإنجليزية)